# Institut français d’Athènes

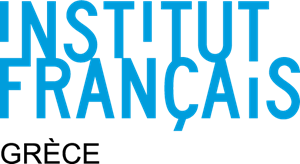
Institut français d’Athènes

Das Institut français d’Athènes (IFA, griechisch Γαλλικό Ινστιτούτο στην Αθήνα), auch Institut français de Grèce à Athènes (griechisch Γαλλικό Ινστιτούτο της Ελλάδος στην Αθήνα) ist ein 1907 unter der Bezeichnung Institut français d’études supérieures gegründetes französisches Kulturinstitut in Athen.
Es befindet sich in der οδός Σίνα 31 (Sina–Straße) und dient dem kulturellen und wissenschaftlichen Austausch und der Kooperation auf den Gebieten des Geisteslebens, der Politik und der Verwaltung, der Kunst und auch der Wirtschaft. Darüber hinaus bietet es französischen Sprachunterricht auf allen Stufen an.
Es ist nicht mit der 1846 gegründeten École française d’Athènes zu verwechseln, die eine andere Zielstellung hat. Das Institut français d’études supérieures war jedoch unter dieser Bezeichnung bis 1945 in administrativer Hinsicht von der École française d’Athènes abhängig.
Bedeutend geprägt worden ist das Institut durch das ehemalige Mitglied der École française d’Athènes Louis Roussel (1907–1925), durch André Mirambel (1925–1928), durch Roger Milliex (1936–1945 / 1947–1959) und vor allem durch Octave Merlier (1938–1961), allesamt bedeutende Neogräzisten. Seine Ausrichtung während der Militärdiktatur (1967–1974) brachte ihm beim griechischen Volk Anerkennung ein.
Octave Merlier inaugurierte die Publikationsreihe Collection de l'Institut français d'Athènes, die dazu bestimmt war, dem griechischen Publikum Werke französischer Autoren und dem französischen Publikum solche neugriechischer Schriftsteller nahezubringen. Die Reihe umfasst über 100 Bände.
Seit 2001 organisiert das Institut im Frühling in Athen und anschließend in Thessaloniki ein Festival du film francophone de Grèce.